# Краєва Валентина Миколаївна
Валентина Миколаївна Краєва (1915, село Отрадне, тепер Вяземського району Хабаровського краю, Російська Федерація — ?) — радянська діячка, зоотехнік та завідувач свинотоварної ферми колгоспу імені Паризької комуни Тулунського району Іркутської області. Депутат Верховної Ради СРСР 6-го скликання.

## Життєпис
Народилася в бідній селянській родині, батько працював вчителем.
У 1930—1933 роках навчалася в Іркутському сільськогосподарському технікумі.
У 1933—1934 роках — зоотехнік радгоспу «Зермінський» Семипалатинської області Казахської АРСР.
У 1934 році переїхала до Читинської області. З 1934 до 1937 року працювала зоотехніком у Воєнкоопсільгоспі в місті Читі.
У 1937—1949 роках — зоотехнік Кіровського районного земельного відділу Іркутської області; зоотехнік Нижньо-Ілимського районного відділу сільського господарства Іркутської області.
У 1949—1957 роках — зоотехнік із племінної справи Чорногорського радгоспу Хакаської автономної області Красноярського краю.
У 1957—1960 роках — ветеринарний санітар, зоотехнік, з березня 1960 року — завідувач свинотоварної ферми колгоспу імені Паризької комуни села Мугун Тулунського району Іркутської області.
Подальша доля невідома.